# Plai, Mehedinți
Plai este un sat în comuna Breznița-Motru din județul Mehedinți, Oltenia, România.